# Naka-ku (Hiroshima)
Naka-ku (中区?) è uno degli otto quartieri amministrativi della città di Hiroshima, in Giappone.